# Ciorâca, Olt
Ciorâca este un sat în comuna Topana din județul Olt, Muntenia, România. Se află în partea de nord a județului, în Podișul Cotmeana. La recensământul din 2002 avea o populație de 167 locuitori.